# Baturité (tiểu vùng)
Baturité là một tiểu vùng thuộc bang Ceará, Brasil. Tiều vùng này có diện tích 2696 km², dân số năm 2007 là 171737 người.